# Selene (Underworld)
Selene è un personaggio immaginario della saga cinematografica Underworld. È la protagonista della serie di film Underworld, Underworld: Evolution, Underworld - La ribellione dei Lycans (cameo), Underworld - Il risveglio e Underworld: Blood Wars. Il suo compagno è Michael Corvin, ed hanno una figlia di nome Eve.
Selene è interpretata da Kate Beckinsale e dalla figlia dell'attrice, Lily Mo Sheen, in Underworld: Evolution, in alcuni flashback riguardanti l'infanzia del personaggio. La controfigura nelle scene d'azione è stata Nicole Randall nei primi due film, e Alicia Vela-Bailey in Underworld - Il risveglio. In Underworld: Endless War (film d'animazione), la voce di Selene appartiene all'attrice canadese Laura Harris.

## Creazione
Selene è stata creata da Kevin Grevioux, Len Wiseman, e Danny McBride.
Secondo Kevin Grevioux, Selene è vagamente ispirata al personaggio Marvel Comics con lo stesso nome.

## Caratteristiche del personaggio
Alcuni flashback sulla sua infanzia mostrano Selene come una bambina normale, felice, vivace, nata nella seconda metà del XIV secolo. Era la figlia minore di un mastro muratore e mastro ferraio; lei e la sorella amavano disegnare e giocare a chiapparello. All'età di 19 anni, la raccapricciante morte prematura di tutta la sua famiglia, che lei amava profondamente, la lasciò orfana e distrutta dal dolore. In particolare la colpì la morte delle nipoti gemelle di 6 anni. Il loro assassino, Viktor, la indusse a credere che il responsabile fosse un branco di lycan (cosa non difficile da credere, considerando lo stato in cui erano stati trovati i cadaveri). Selene si votò quindi alla vendetta.
Come Agente di Morte (l'elite guerriera dei vampiri), tra i vari compiti, Selene si dedicò a sterminare la specie dei lycan, immergendosi totalmente nel lavoro. Cercò anche di isolarsi e di evitare ogni forma di socializzazione all'esterno del gruppo dei Venditore di Morte, in quanto la maggioranza del Covo dei vampiri preferiva sprecare la propria immortalità nella ricerca del piacere piuttosto che occuparsi della guerra contro i lycan. Selene era anche uno dei più leali e più potenti Agenti di Morte di Viktor, che l'aveva vampirizzata. Nonostante considerasse Viktor come un secondo padre (sentimenti ricambiati dal vampiro più anziano), continuò nei secoli a soffrire per la perdita dei suoi familiari.

Secondo Kate Beckinsale nel documentario The Making of Underworld, all'epoca degli avvenimenti narrati nel film, Selene era stata un soldato del clan di vampiri per così tanto tempo che 
Secondo alcuni romanzamenti delle vicende dei film, prima di incontrare Michael, Selene non si era mai innamorata, nonostante non fosse più vergine; non erano stati però né l'amore né la lussuria a spingerla ad avere rapporti sessuali con altri vampiri, bensì la curiosità (era ancora vergine quando fu vampirizzata) e la solitudine. Questi rapporti erano stati pochi, radi e senza conseguenze, brevi momenti di debolezza da lasciarsi alle spalle.

### Personalità
Selene è ostinata e testarda, fino all'eccesso; non è disposta a cedere quando sa che qualcosa è sbagliato né a lasciare qualcosa di intentato quando fa ricerche sull'attività dei lycan. Arriva persino a mettersi in pericolo, come quando è svenuta mentre era al volante di un'auto per aver perso troppo sangue, nonostante Michael avesse cercato di dissuaderla dal guidare in quelle condizioni. Selene è descritta come una persona dallo sguardo duro, emotivamente indipendente dal resto del covo, nonché dotata di notevole intelligenza e di un intuito acuto. Nella biografia ufficiale di Underworld si afferma che Selene non si fida quasi di nessuno e che è un'amante della verità, ma intrecciata alla vendetta, che la costringe a perseguire un obiettivo suo malgrado violento e tragico.
Dopo secoli di disciplina militare, mentre svolgeva l'incarico di Venditore di Morte per il clan di vampiri, Selene aveva sviluppato un comportamento che poteva apparire quasi indifferente, stoico. Selene non si mette in luce per senso dell'umorismo ed è in realtà uno dei vampiri più onesti del covo. Si può dire che sia una idealista, che crede in alcuni valori come la giustizia. Nonostante sia stata un vampiro per oltre sei secoli, Selene ha interagito spontaneamente solo con altri Agenti di Morte e non si è mai amalgamata con gli esponenti della sua razza (che per la maggior parte sono troppo assorbiti dalla ricerca di auto-gratificazione). Diversamente da loro, Selene non ha mai dimenticato il motivo per cui è diventata un vampiro e che la loro razza è in guerra con i lycan; per questo motivo considera i suoi confratelli come sfaccendati e pesi morti e le importa ben poco ciò che essi pensano di lei.
Nel primo episodio, Kraven, che si atteggia a suo corteggiatore, si lamenta del fatto che Selene presti troppa attenzione a cacciare e uccidere i lycan, e che prenda troppo sul serio il suo ruolo di guerriera. Selene, invece, considera Kraven testardo, codardo e insopportabilmente egocentrico, troppo preso da sé stesso per comprendere che semplicemente Selene non vuole avere niente a che fare con lui, men che meno essere un suo trofeo da esibire durante gli eventi sociali del covo. Selene evita le riunioni che i vampiri organizzano, e rifiuta esplicitamente le sue profferte amorose (in pubblico e in privato) e preferisce dedicare tutto il suo tempo ai doveri di agente di morte.
La maggior parte delle volte Selene sembra gelida e priva di emozioni a coloro che non si sforzano di conoscerla meglio, come molti membri del covo. Dopo anni di disciplina militare, Selene è abituata a controllare le proprie emozioni e mantenere la calma in battaglia o nel pericolo. Questa stessa mentalità le ha spesso reso difficile aprirsi agli altri, specialmente con Michael, all'inizio della storia. Per sua stessa ammissione lei non se la cava bene con i sentimenti. Nel primo romanzamento, è descritta come molto più a suo agio nel discutere le tecniche di interrogatorio che nel divulgare i più sordidi lati nascosti dello stile di vita da vampiresco. In Awakening, la sua stessa figlia interpreta erroneamente il suo comportamento come freddo, come di qualcuno già morto, prima che Selene spieghi che il suo cuore non era freddo, ma piuttosto spezzato (in quanto Michael era disperso all'epoca). Selene ha anche la tendenza a minimizzare qualsiasi dolore o ferita abbia ricevuto – un comportamento a cui Michael si è dovuto abituare.
L'armatura emotiva di Selene comincia a mostrare alcune crepe quando lei e un ragazzo umano di nome Michael Corvin si incontrano per la prima volta in metropolitana, appena prima di una sparatoria, all'inizio del film. Altri vampiri, come Kraven ed Erika, comprendono subito i sentimenti di Selene per Michael, persino prima di lei. I due sperimentano una mutua attrazione dinamica a prima vista, e i loro sentimenti cominciano a rafforzarsi nonostante Michael sia stato morso da un lycan mentre Selene cercava di proteggerlo. Selene difende Michael sia dai vampiri che dai lycan nonostante sappia che Viktor la ucciderà.
Selene diventa anche più violenta quando coloro a cui vuole bene soffrono o muoiono; quando la sua famiglia viene sterminata, Selene si scatena contro i lycan (che Viktor la induce a credere responsabili del massacro) e continua la caccia per sei secoli finché non scopre la verità. Quando apprende del ruolo di Viktor nell'assassinio della sua famiglia e lo vede sul punto di uccidere Michael, gli conficca la spada nel cranio. Inoltre, quando crede che Michael sia stato ucciso da Markus, intraprende una missione suicida per eliminare Markus e William, prima che i poteri ibridi di Michael lo riportino in vita. Quando Markus nomina la famiglia di Selene dopo averla trafitta con uno degli artigli delle ali, la donna spezza l'artiglio e glielo conficca in testa, spingendolo sulle eliche rotanti di un elicottero. In Awakening, quando sua figlia viene catturata dai lycan nel palazzo della Antigen, Selene organizza un attacco contro l'edificio e attira le guardie lycan in una trappola facendo salire l'ascensore e sistemando degli esplosivi con gas d'argento a ogni piano, per riprendersi la figlia.

## Biografia del personaggio

### Antefatto
Nel primo e nel secondo film si apprende che la famiglia di Selene era ungherese e composta da padre, madre, una sorella maggiore e tre nipotine. Si ritiene che Selene sia nata intorno al 1383.
Il padre di Selene fu contattato da un potente signore della guerra di nome Viktor che gli affidò l'incarico di progettare e costruire una prigione. Secondo le trasposizioni letterarie, il padre di Selene era rinomato sia come muratore che come fabbro e l'incarico affidatogli implicava, da un lato, lo scavo di una nuova segreta e una nuova prigione sotto a una delle fortezze di Viktor, dall'altro, la forgiatura di due chiavi uniche per una cella in particolare. Selene aveva circa 6-7 anni quando il lavoro fu portato a termine. Sette anni dopo, all'età di circa 13-14 anni, nacquero le due nipotine di Selene.
Circa 6 anni dopo, l'inverno in cui Lucian fuggì, Viktor temeva che Lucian sapesse di William, il progenitore di tutti i licantropi (visto che Lucian, che ne fosse consapevole o no, deteneva una delle chiavi della prigione di William): per mantenere segreta la posizione della prigione, Viktor uccise personalmente tutti coloro che avevano preso parte alla costruzione e coloro che avevano avuto modo di visitare o anche solo vedere la fortezza. Una notte Viktor si introdusse nella fattoria della famiglia di Selene e uccise tutti, cibandosi di ognuno di loro. Quando fu il turno di Selene, però, il vampiro si rese conto di “non poter sopportare l'idea di prosciugarla (secondo quanto narrato da Kraven) perché la ragazza gli ricordava l'adorata Sonja”. Secondo il romanzamento di Underworld: Evolution, Selene aveva 19 anni quando Viktor la tramutò.
Quella notte Viktor trasformò Selene in un vampiro e le fece credere che fossero stati i lycan a massacrare la sua famiglia e che lui l'avesse salvata. Affermò di aver inseguito i lycan fino alla fattoria. Viktor spiegò a Selene che con la forza tipica dei vampiri la ragazza avrebbe potuto vendicarsi. Ella era quindi l'unica sopravvissuta tra coloro che avevano percorso i corridoi della fortezza. Viktor non la uccise a causa della sua straordinaria somiglianza con la figlia defunta e perché la riteneva troppo giovane per poter ricordare esattamente la posizione della fortezza.
Selene diventò un Venditore di Morte e cominciò a combattere i lycan per vendicare le atrocità che riteneva avessero commesso contro la sua famiglia. Nei secoli successivi (quasi mille anni), servì Viktor con fede cieca, all'oscuro della verità.
Per ordine di Viktor, Selene esiliò Andreas Tanis, lo storico ufficiale del Covo. A un certo punto, divenne anche l'oggetto delle indesiderate attenzioni di Kraven, il reggente del Covo.

### Underworld
Dopo uno scontro con il sicario lycan Raze, Selene scoprì un covo lycan. La ragazza si arrabbiò molto quando Kraven rigettò le sue rivendicazioni, non sapendo che Kraven aveva stretto una alleanza con il capo lycan Lucian per strappare il comando del reame vampiresco agli Anziani.
La ragazza rintracciò Michael Corvin, a cui i lycan sembravano interessati. In contrasto con le regole sacre del Patto dei Vampiri, lei e Michael, che era stato infettato dal virus lycan, si innamorarono.
Selene svegliò Viktor dal suo sonno profondo, nella convinzione che solo lui avesse la forza di opporsi alla cospirazione tra Kraven e Lucian. In seguito la ragazza guidò un attacco di massa contro il bunker sotterraneo dei lycan.
Dopo che Michel fu ferito da Kraven, Selene fu costretta a infettare l'uomo con la propria razza vampira, rendendolo il primo ibrido a dominanza lycan. La ragazza apprese anche da Kraven la verità riguardo al massacro della sua famiglia e uccise Viktor mentre l'Anziano era impegnato in un combattimento con Michael. In seguito recuperò il ciondolo di Sonja, portando avanti la sua eredità.

### Underworld: Evolution
In Underworld: Evolution, dopo la morte di Viktor, Selene e Michael si diedero alla fuga inseguiti sia dai lycan che dai vampiri. I due si scontrarono con Marcus, l'ultimo vampiro Anziano sopravvissuto, il quale era diventato un ibrido a dominanza vampira a causa del sangue dello scienziato lycan Singe, che era filtrato nella sua camera. Mentre Marcus combatteva con Selene, Michael riuscì a ucciderlo.
Dopo essere a stento sfuggiti a Marcus e all'alba, Selene e Michael si rifugiarono in un magazzino e poterono dare sfogo al loro desiderio sessuale. Selene si rese anche conto di aver già visto da bambina il ciondolo che Marcus aveva cercato di prendere. Per capire come mai Marcus volesse il ciondolo, Selene si rivolse ad Andreas Tanis, che le rivelò la verità sul massacro della sua famiglia (era stata sterminata, dopo l'inizio della rivoluzione scatenata da Lucian, per impedire che William fosse liberato) e che in realtà era Marcus, non Viktor, il vampiro originario.
Organizzò poi per lei e Michael un incontro con Alexander Corvinus, padre di Marcus e primo vero immortale. Selene era furiosa con Alexander per non aver fermato i figli, Marcus e William, molto tempo prima. Alexander rispose chiedendole se lei avrebbe ucciso i propri figli. Un'interruzione da parte di Marcus, durante la quale Michael sembrò essere stato ucciso, fece sì che i ricordi di Selene relativi alla fortezza, attraverso il suo sangue, fossero rivelati a Marcus. Alexander, in punto di morte dopo l'attacco del figlio, confessò a Selene l'unico modo per sconfiggere Marcus e William era di bere il suo sangue immortale, aggiungendo che in tal modo lei sarebbe divenuta "Il Futuro". Selene acquisì nuova forza e nuovi poteri dal sangue di Alexander.
Insieme alla squadra di Pulitori di Alexander (che, come Michael, erano discendenti di Alexander tramite il suo terzo figlio), Selene invase la segreta di William nel tentativo di sventare la minaccia. Arrivarono però troppo tardi e Selene fu costretta a combattere contro Marcus, il quale fu sconvolto di percepire il sangue del padre nelle vene di Selene. Mentre stava rinchiudendo Marcus nella segreta di William, Selene scoprì che William aveva infettato tutti i membri sopravvissuti dei Pulitori che l'avevano accompagnata trasformandoli in lycan.
Proprio mentre stava per essere sopraffatta, Selene fu salvata da Michael, che era stato riportato in vita dai suoi poteri ibridi. L'elicottero che avevano usato i Pulitori poté proteggerli con una pioggia di fuoco finché Marcus non riuscì ad abbatterlo uccidendo anche gli ultimi due Pulitori.
Selene si scontrò ancora una volta con Marcus, e l'Anziano riuscì a trafiggere il petto di Selene con l'artiglio della sua ala. La ragazza, resa più forte dal sangue di Alexander, riuscì ad estrarre l'artiglio e a conficcarlo nel cranio di Marcus, prima di spingere l'Anziano contro l'elica dell'elicottero che stava ancora girando. Dopo la vittoria di Selene su Marcus e di Michael su William, un raggio di sole colpì il braccio della ragazza mostrando che il sangue di Alexander aveva annullato la leggendaria vulnerabilità al sole tipica dei vampiri.

### Underworld - La ribellione dei Lycans
Selene fa una breve apparizione alla fine di Underworld - La ribellione dei Lycans, nella stessa scena che si trova in apertura di Underworld, con l'audio del momento in cui Kraven dice a Selene che è stato Viktor a uccidere la sua famiglia e che lei è stata risparmiata perché ricordava al vampiro la figlia che lui stesso aveva condannato a morte; Selene risponde "Menzogne."

### Underworld - Il risveglio
In Underworld - Il risveglio, Selene fugge dalla prigionia per ritrovarsi in un mondo dove gli umani hanno scoperto l'esistenza di vampiri e lycan e stanno conducendo una guerra per sradicare entrambe le specie. Selene e i suoi due nuovi alleati - David (un giovane vampiro) e il Detective Sebastian (umano che ha perso la moglie dopo che la sua natura di vampiro è stata svelata) – scoprono che i Lycan, nascosti dietro una delle principali aziende farmaceutiche, stanno sfruttando la situazione per elimnare i loro storici rivali. Inoltre, il dottore a capo del progetto utilizza il sangue di Eve, figlia di Michael e Selene (e nata durante i 12 anni di animazione sospesa di quest'ultima), per potenziare se stesso ed altri Lycan, rendendoli capaci di trasformasi a piacere ed immuni all'argento.
Proprio Eve libera Selene all'inizio del film, dimostrando di possedere un legame mentale con quest'ultima. Michael invece sembra definitivamente scomparso, anche per via del "numero di serie" affibbiato a Selene ed Eve (rispettivamente "Soggetto 1" e "Soggetto 2"), tuttavia, la vampira trova un terzo contenitore criogenico con la dicitura "Soggetto 0" contenente l'ibrido durante il tentativo di salvare la figlia. A causa del poco tempo a disposizione, si limita a danneggiare la capsula, contando sul fatto che il suo compagno si liberi da solo.
Sconfitti il dottore e il lycan potenziato, insieme a numerosi altri mannari, madre e figlia tornano nel stanza di Michael, ma il contenitore è vuoto. Eve si accorge di avere un legame telepatico anche con il padre, che però si è già allontanato dall'edificio.
David offre a Selene la possibilità di ritornare al covo dei vampiri per farle addestrare una nuova generazione di Venditori di Morte da contrapporre a umani e lycan, visto che molti dei loro confratelli sono morti o si stanno nascondendo e che tutto il mondo, umano e lycan, darà la caccia a lei e alla figlia.

### Underworld: Blood Wars
In Underworld: Blood Wars, le restanti cale dei vampiri sono sull'orlo della distruzione da parte dei Lycan. Entrambe le specie cercano Selene: i vampiri cercano giustizia per la morte di Viktor, mentre i Lycans, guidati da Marius, intendono usarla per localizzare Eve, il cui sangue è la chiave per costruire un esercito di ibridi vampiro-lupo mannaro.
Semira, un membro del consiglio della congrega orientale, dice a Thomas che vuole che a Selene venga concessa la clemenza e addestrare i trafficanti della morte del neofita della congrega. Chiede a Thomas di perorare il caso di Selene davanti al consiglio completo; la richiesta ha esito positivo e il consiglio accetta con riluttanza un perdono in cambio dell'aiuto di Selene. Selene arriva con David. Semira ha Varga, il suo alleato e amante, avvelena Selene e massacra i tirocinanti, incitando Selene per l'atrocità. Con Selene in suo potere, Semira inizia a drenare il suo sangue, che intende bere per rubare il suo potere. Thomas e David tentano un salvataggio, ma vengono attaccati da Semira e Varga. Thomas viene ucciso, ma David e Selene scappano.
La coppia si rifugia nella congrega nordica, inseguita da Alexia, un vampiro della congrega orientale inviato da Semira. A Var Dohr, roccaforte della congrega nordica, l'anziano Vidar rivela che David è il figlio dell'alto anziano Amelia, e quindi l'erede legittimo della congrega orientale.
Nel frattempo, Alexia ha detto a Marius, che è segretamente il suo amante, che Selene andrà nella congrega nordica. Marius e i suoi Lycan attaccano quella congrega. Selene e David combattono al fianco dei vampiri nordici, che sono guidati dalla figlia di Vidar Lena. Selene impegna Marius in un singolo combattimento, ma è troppo potente in forma di lupo mannaro e viene pugnalata da Alexia. Marius chiede di conoscere la posizione di Eva, ma Selene insiste che non lo sa; Alexia lo conferma dopo aver assaggiato il sangue dalla sua spada. Marius suona il ritiro. Selene scivola deliberatamente sotto il ghiaccio ormai rotto del lago, dicendosi che questo è il "sentiero".
Alla congrega orientale, Semira beve il sangue prelevato da Selene. Alexia ritorna e informa Semira dell'attacco alla Nordic Coven. Semira la uccide, dicendole che sapeva del tradimento di Alexia e che aveva agito esattamente come Semira aveva pianificato. David ritorna nella congrega orientale, dove si presenta come legittimo erede e denuncia Semira. Perfino Varga la diserta, dicendo che la sua lealtà è verso il legittimo leader della congrega. Viene condotta per essere imprigionata nei sotterranei.
La congrega viene attaccata da Marius e dalle sue forze. I Lici esplodono nei muri del castello, facendo entrare la luce del sole e uccidendo alcuni vampiri. David continua a combattere, solo per ritrovarsi faccia a faccia con Marius. Selene riappare all'improvviso, ora di aspetto nordico e con indosso un cappotto sopra l'uniforme del trafficante della morte. (Viene rivelato in seguito che è stata resuscitata dalla congrega nordica dopo aver subito il rituale del passaggio al mondo sacro e ha ricevuto nuovi poteri, compresa una maggiore velocità.) Comincia rapidamente a spedire i Lycan, come la congrega nordica, di nuovo guidata da Lena, si unisce alla lotta.
Mentre Selene si fa strada attraverso il castello, Semira fugge dalla sua cella e uccide le guardie sotterranee. Selene e David trovano Marius, ma David viene smentito da Semira. Mentre la lotta di Marius e Selene continua, una goccia del sangue di Marius atterra sulle labbra di Selene e improvvisamente viene inondata dai ricordi di sangue di Marius che trova Michael. Vede Marius catturare Michael, quindi tagliargli la gola per raccogliere il suo sangue e consumarlo. Per contrastare la sua disperazione per il fatto che Michael sia morto, si morde il polso, accedendo ai suoi ricordi di sangue del tempo trascorso con Michael, Eva e David. Sebbene Marius si sia trasformato, Selene gli strappa la schiena, uccidendolo all'istante. Nel frattempo, David riesce a uccidere Semira mentre è distratta dalla gioia che la luce del sole le sta investendo innocentemente. Mostra la testa mozzata di Marius ai Lycan e li chiama a raccogliere i loro feriti e andare.
In seguito, Selene, David e Lena vengono scelti come nuovi Anziani. Si scopre che dopo la sua risurrezione nella congrega nordica, Selene si riunì con Eva, che aveva seguito sua madre attraverso il loro legame telepatico, come aveva previsto.

## Poteri e abilità
È abile nell'uso delle armi, sia medievali che moderne. Tra le armi da fuoco che utilizza ci sono un Walther P99 e una variatà di pistole mitragliatrici. In tutti e tre i film, la si vede saltare da un cornicione ad almeno cento piedi d'altezza e atterrare senza problemi.
Come vampiro, Selene mostra spesso abilità fisiche superiori. Usa una forza sovrumana per bloccare Michael contro il muro stringendogli la gola con una mano e sollevandolo di diversi piedi dal suolo, esegue salti spettacolari, malmena quattro ufficiali di polizia, colpisce i nemici con forza tremenda, uccide vampiri più giovani con grande facilità e ribalta un furgone.  Si muove con incredibile velocità, tanto che sembra solo una immagine sfocata mentre corre per le strade o attraversa corridoi. Ha una resistenza sovrumana e capacità di auto-guarigione, può ricevere un proiettile nello stomaco senza batter ciglio e riprendersi dopo essere stata bruciata dalla luce del sole, viene sbattute contro mura di pietra – rompendo le pietre – senza riportare ferite. È anche in grado di trattenere a lungo il respiro, mentre gli umani avevano bisogno di uno scuba set per immergersi in Underworld: Evolution.
Dopo aver acquistato maggior forza grazie al sangue di Alexander Corvinus, le sue abilità sono aumentate ed è stata in grado di affrontare faccia a faccia Marcus, il primo Vampiro, nella sua forma ibrida. Ha anche mostrato avanzate capacità di autoguarigione, ad esempio quando ha estratto l'artiglio dell'ala di Marcus dal proprio petto senza mostrare sofferenza. Avendo ricevuto il sangue di Alexander, è in grado di sopportare la luce del sole. Ha potuto rianimare David, che era stato originariamente ucciso durante uno scontro con i lycan, infondendogli il proprio sangue direttamente nel cuore. Ha anche abbastanza forza da scontrarsi con un quasi invincibile super lycan. Durante l'ultimo scontro con questa creatura, riesce addirittura ad trapassargli il petto con un pugno, cosa mai vista prima da parte di un vampiro. Si vede un altro esempio della sua forza straordinaria quando con una spallata ribalta un furgone in un parcheggio. È anche immune ai morsi dei licantropi, che sono normalmente mortali per i vampiri.

## Dietro le quinte

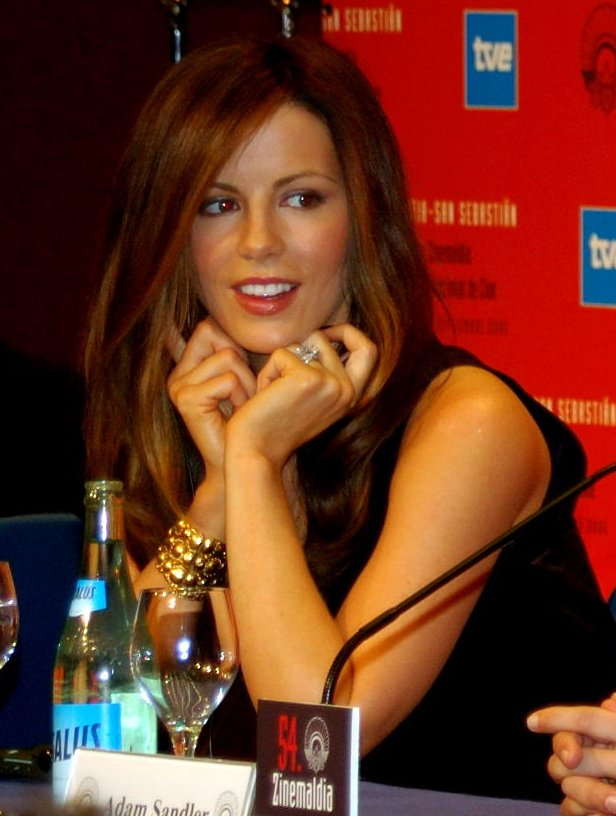
Beckinsale al San Sebastián Film Festival nel 2006

Con Underworld, Kate Beckinsale ha conquistato la fama. L'attrice ha riconosciuto che questo film è completamente diverso da quelli che aveva interpretato in precedenza e di essere grata per questo cambiamento dopo essere apparsa in “una serie di produzioni in costume e di commedie romantiche” “È stata una bella sfida per me interpretare un'eroina in un film d'azione e portare a termire tutto quell'allenamento quando [nella vita reale] non riesco a prendere una palla nemmeno se viene nella mia direzione”. La pellicola ha avuto pessime recensioni ma si è rivelato un successo a sorpresa ai botteghini, diventando un cult.
Nel settembre 2003, poco dopo l'uscita di Underworld, le case di produzione Screen Gems e Lakeshore hanno cominciato a pianificare un prequel, come terzo film, dopo Underworld: Evolution. Kate Beckinsale, che aveva interpretato Selene in Underworld, si è dichiarata interessata a rivestire nuovamente i panni del personaggio nel sequel e nel prequel.
Nel 2006, Kate Beckinsale ha rivestito ancora il ruolo di Selene nel sequel di successo Underworld: Evolution, diretto da suo marito. Per la prima volta è stata “coinvolta in un film dal momento della prima progettazione e per tutto il processo di editing.” Sua figlia ottenne una piccola parte come giovane Selene e si dimostrò capace di seguire le indicazioni del padre regista: “ Non pensavo che ci avrebbe preso sul serio. Entrambi temevamo che sarebbe stato un po' come cercare di farla infilare in una tuta da sci. Invece all'improvviso è diventata molto professionale... Ha detto, “Mi potete chiamare Selene?” Io di certo non insisto di essere chiamata Selene, e quindi non l'ha ottenuto neppure lei.”
In una intervista nel giugno 2006, quando fu chiesto a Wiseman se Kate avrebbe rivestito ancora una volta il ruolo di Selene nel prequel, l'uomo rispose, "Si svolgerà in un periodo precedente, ma arriverà a coprire anche la sua creazione. Stiamo decidendo ora dove arrivare.”
Nel film, Selene appare brevemente alla fine. Kate Beckinsale non ha girato nuove scene, ma è stata utilizzata una scena di Underworld. L'attrice ha interpretato un monologo all'inizio della pellicola.
L'attrice ha interpretato ancora Selene nel quarto episodio della saga Underworld - Il risveglio. “Non intendevo farne
un altro” ma è stata convinta dalla qualità della sceneggiatura: "Vuoi davvero che la posta in gioco abbia un qualche
significato in questo tipo di film. Altrimenti, tutto si riduce a una serie di esplosioni e gente che corre in costumi attillati”.

## Altri media

### Videogiochi
Selene compare nel videogame Underworld: The Eternal War. Selene è uno sparatutto in terza persona in tutte le missioni.

### Pubblicazioni
Selene compare in un romanzo non canonico Underworld: Blood Enemy, scritto da Greg Cox. Selene è responsabile della morte della ribelle lycan Leyba, le cui forze avevano attaccato un deposito d'armi dei lycan, uccidendo sia i lycan sia un membro della squadra di Selene. Durante lo scontro, Leyba nota che gli occhi di Selene sono identici “ai suoi” (n.d.r. di Sonja) ma Selene non comprenderà il significato di questo commento prima di uccidere l'avversaria. L'obiettivo di Leyba rimane un mistero per la vampira.
Selene compare anche nelle serie a fumetti Underworld della IDW Publishing, dove è ritratta esattamente come nel film. Il personaggio compare anche nell'adattamento a fumetti del sequel Underworld: Evolution. L'unica miniserie di Underworld in cui non appare è Underworld - La ribellione dei Lycans.

## Accoglienza
Mentre la critica in generale valutò negativamente il primo film, in particolar modo denunciando la recitazione poco spontanea a la mancanza di sviluppo dei personaggi, gli spettatori e un piccolo gruppo di critici elogiarono elementi come l'elegante aspetto gotico, «la glaciale compostezza inglese» dell'interpretazione di Kate Beckinsale, e l'approfondimento della mitologia relativa a vampiri e licantropi che serve da substrato per il film.
Alcune scene di Underworld: Evolution furono mostrate a un gruppo di spettatori al Comic-Con di San Diego, nel luglio 2005; queste scene non contenevano spoiler della nuova sceneggiatura e i presenti vennero solo informati della presenza di nuovi ibridi creati dal Patrick Tatopoulos. L'anteprima ricevette una buona accoglienza: difatti, centinaia di fans attesero per ore di poter vedere una clip del film, nonché Kate Beckinsale e gli altri interpreti.
Un illustre critico di Variety commentò «Ancora una volta Kate Beckinsale dona una fisicità impressionante e una calma glaciale al suo ritratto di Selene».

## Cultura di massa
Grazie all'impatto dei film, sono state create delle action figures di Selene da Mezco Toyz. Sono realizzate in scala e alte 12,7 cm. Tutte hanno piedistallo e accessori.

## Antagonisti di Selene
- Viktor (Underworld, Evolution e La ribellione dei Lycans)
- Kraven (Underworld, Evolution e Endless War)
- Marcus Corvinus (Underworld e Evolution)
- William Corvinus (Evolution)
- Jacob Lane (Il risveglio)
- Quint Lane (Il risveglio)
- Marius (Blood Wars)
- Semira (Blood Wars)